# 四(三氟甲基)锡
四(三氟甲基)锡是一种有机锡化合物，化学式为Sn(CF3)4。它可由四碘化锡和六氟乙烷在等离子体装置中反应制得，或由(CF3)2Cd(glyme)（glyme=乙二醇二甲醚）和四碘化锡反应得到。它在三氯甲烷中可以和四苯基锡反应，得到苯基三(三氟甲基)锡；它在100 °C分解，生成Sn(CF3)3F。